# Pilbarophreatoicus platyarthricus
Pilbarophreatoicus platyarthricus är en kräftdjursart som beskrevs av Knott och Halse 1999. Pilbarophreatoicus platyarthricus ingår i släktet Pilbarophreatoicus och familjen Hypsimetopidae. Inga underarter finns listade i Catalogue of Life.